# وایت اوک (اوهایو)
وایت اوک (به انگلیسی: White Oak) یک منطقهٔ مسکونی در ایالات متحده آمریکا است که در شهرستان همیلتون، اوهایو واقع شده‌است. وایت اوک ۱۶٫۰ کیلومتر مربع مساحت و ۱۹٬۱۶۷ نفر جمعیت دارد و ۲۷۹ متر بالاتر از سطح دریا واقع شده‌است.